# Fotografie post-mortem

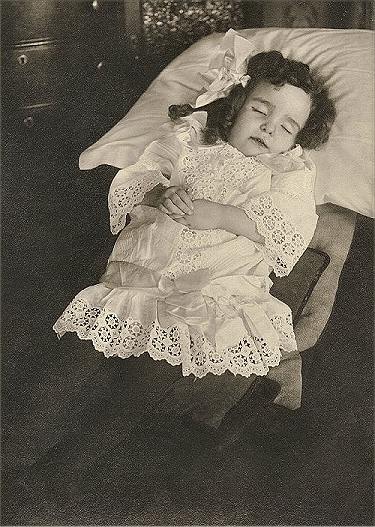
Fotografia unei copile decedate în cca. 1870

O fotografie post-mortem (cunoscută și sub numele de portret memorial sau „memento mori”) este un tip de reprezentare fotografică apărut în epoca victoriană. Aceasta are ca scop imortalizarea unei persoane recent decedate și este o parte componentă a doliului practicat în Europa și America secolului XIX.

## Date istorice

### Contextul apariției (cca. 1837 — 1858)
În anii 1830 inventatorii francezi Louis Daguerre și Joseph Nicéphore Niépce puneau bazele dagherotipiei, un procedeu fotografic revoluționar la vremea respectivă. Pentru obținerea unei matrițe (o imagine negativă în relief) era folosit iodul ca agent sensibilizator pus pe o placă de cupru, acoperit cu un strat de argint. Invenția a fost prezentată Academiei de știință franceze pe 19 august 1839, dată la care a obținut și brevetul. La scurt timp procedeul câștigă popularitate în Europa, fotografiile obținute prin dagherotipie fiind mai ieftine decât pictura. Costurile scăzute de producție și rapiditatea dagherotipiei au stârnit interesul claselor sociale inferioare, care nu aveau resursele materiale necesare unei ședințe foto profesioniste.

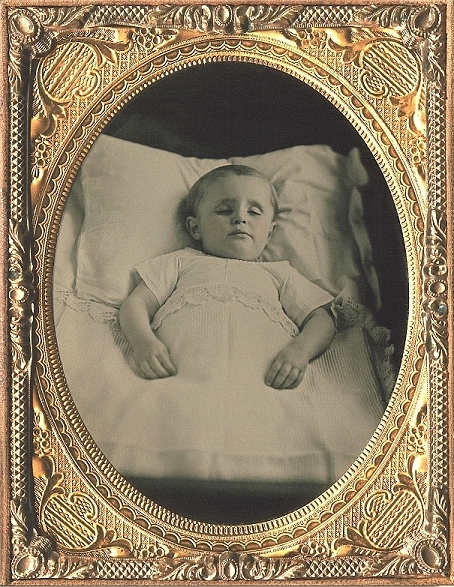
Portretul memorial al unui copil pe nume William (cca. 1850)

Prima fotografie post-mortem a fost făcută în anul 1837 la decesul tânărului Jedidiah Williamson, care fusese lovit de o trăsură. Unul dintre vecinii acestuia, pictorul William Sidney Mount, a creat primul portret de tip memorial (incomplet, sub formă de schiță). Fotografiile post-mortem nu erau un procedeu nou, însă dagherotipia le permitea celor din clasele muncitoare să comande portrete memoriale, având ca scop evocarea amintirii celor dragi.
„Îmi doresc să am câte o amintire cu fiecare ființă din lume, dragă mie. Nu e vorba de a plăcea ceva ce e prețios în asemenea cazuri, ci doar asocierea și emoția de a te simți în apropierea [defunctului]... faptul că fiecare umbră a persoanei este acolo, întiparită pentru totdeauna! ... Aș dori să am o asemenea amintire a cuiva pe care am iubit cu adevărat, în defavoarea celei mai nobile creații a unui artist.” — poeta britanică Elizabeth Barrett Browning (1843)
Apariția portretelor memoriale a fost favorizată de gradul ridicat al mortalității infantile din perioada victoriană. Părinții copiilor decedați nu își permiteau să îi fotografieze înainte de moarte, însă creau portrete postum, care în cele mai multe cazuri erau singurele imagini ale copilului.

### Perioada de glorie (1859 — cca. 1940)
În anul 1854 fotograful francez André-Adolphe-Eugène Disdéri inventa cartea de vizită (în franceză: „carte de visite”), o nouă modalitate de transmitere a portretelor memoriale. Invenția sa a revoluționat fotografia, după un singur negativ putând fi create mai multe exemplare. Cărțile puteau fi transmise prin poștă rudelor îndepărtate, iar defuncții erau fotografiați în așa fel încât să pară că dorm, având un aspect natural. Invenția lui Disdéri a câștigat popularitate în Europa în jurul anului 1859, iar odată cu aceasta dobândeau notorietate și portretele memoriale.

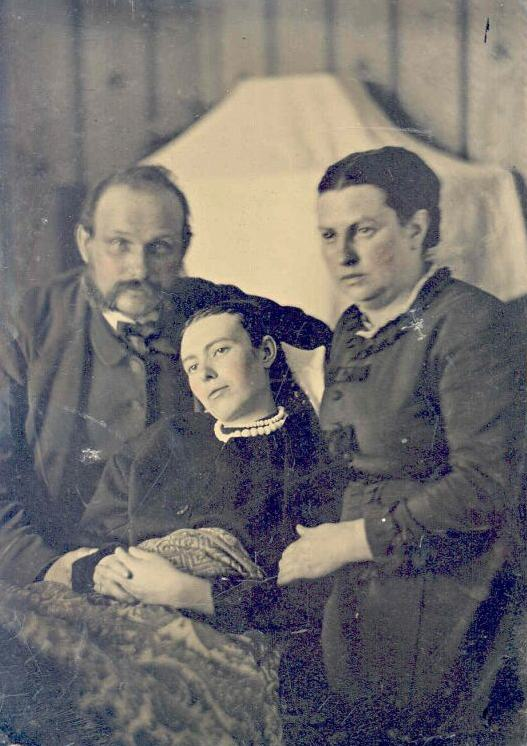
Imaginea foto a părinţilor, împreună cu fiica lor decedată.

„Aceste fotografii erau un aspect comun al culturii americane, o parte a doliului și a procesului de pomenire. Familiile erau mândre de aceste imagini și le agățau pe pereții caselor, trimiteau copii prietenilor și cunoștințelor, le purtau ca amulete. Americanii secolului XIX știau cum să le valorifice.” — scriitorul Stanley Burns
În perioada Războiului Civil American fotografiile erau greu de realizat, în lipsa resurselor materiale. Portretele memoriale din perioada respectivă se rezumă la imagini ale soldaților care au pierit în luptă. De cele mai multe ori portretele erau „extrem de stilizate”, iar războiul reprezentat nu era „brutal sau violent”; soldații decedați erau „arareori răniți sau murdari”.
La începutul secolului XX fotografiile post-mortem deveneau încet, dar sigur, indezirabile publicului. Câteodată persoanele decedate erau așezate în sicrie cu modele florale, iar portretul era făcut adesea în salonul căminului, locul în care defunctul era ținut până la momentul înmormântării. Această practică a dispărut odată cu apariția caselor funerare, pe parcursul secolului XX.
Începând cu anii 1940 portretele memoriale nu au mai fost folosite în S.U.A., având în vedere că practicile funerare și percepția publicului asupra morții s-au schimbat. Fotografiile post-mortem au fost treptat excluse din perioada de doliu, dar și din procesul de pomenire. Omul de rând începea să creadă că evidențele materiale ale defuncților prelungesc durerea, iar acest tip de fotografie nu a mai fost considerat a fi o practică normală.

### Apusul și percepția contemporană
De la începutul anilor 1940 portretele memoriale au fost scoase din uz în America de Nord și Europa Occidentală, fiind adesea catalogate drept „vulgare, tabu”. Percepția contemporană a acestor imagini contrastează cu frumusețea și importanța lor sentimentală din perioada de glorie, semnalând un mai mare discomfort al populației contemporane față de moarte. Totuși, este de remarcat faptul că o serie de fotografi contemporani au creat portofolii cu imagini post-mortem, menite să schimbe percepția actuală a publicului.

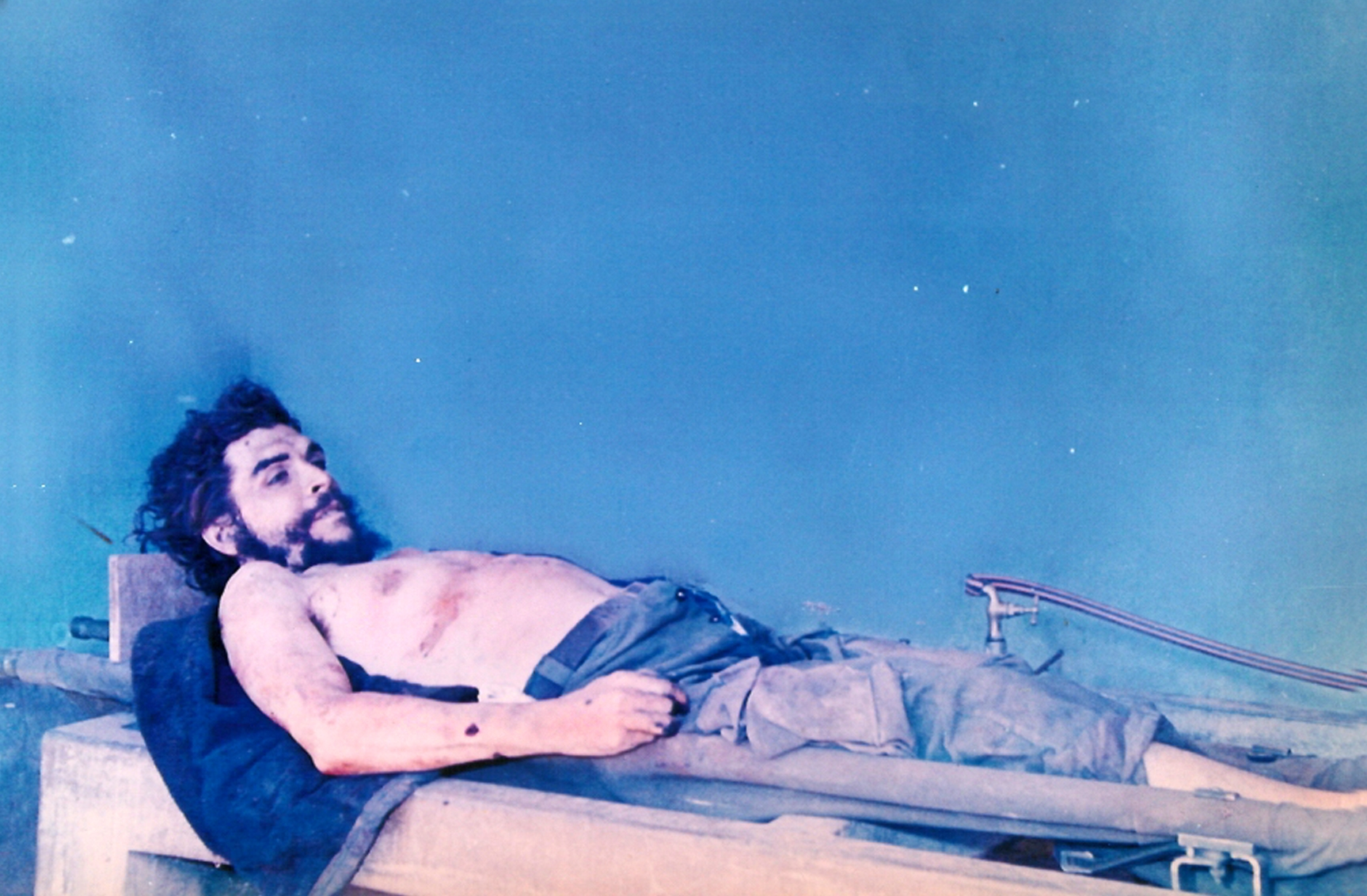
Un portret memorial modern — Che Guevara (10 oct. 1967)

Pe parcursul anilor 1990 fotograful american Andres Serrano a prezentat câteva colecții fotografice care înfățișau cadavrele unor persoane decedate din motive violente. Într-un mod oarecum similar, fotograful mexican de tabloide Enrique Metinides, cunoscut pentru maniera brutală și uneori de-a dreptul morbidă de ilustrare a vieții din Ciudad de México, documentează victimele de la locul crimelor folosind o estetică surprinzător de bogată, ceea ce a produs reacții pozitive din partea criticii pe toate meridianele.
De asemenea, controversatul fotograf Joel-Peter Witkin a utilizat cadavre în creațiile sale macabre, pe post de recuzită. În plus, artista irlandeză Maeve Berry a creat o colecție de fotografii abstracte care surprind incinerarea unor cadavre umane. Mult mai recent, pe parcursul anilor 2000, fotografa britanică Lyn Hagan a produs o serie de portrete memoriale brodate manual. (acestea provin din colecția de fotografii post-mortem „Paul Freckers”); În opinia sa, aceste opere sunt o metodă de a imortaliza imaginea unei persoane într-un „ultim gest inutil care neagă pierderea suferită și în același timp o acceptă întru totul.”

## Stilul fotografic și tehnici

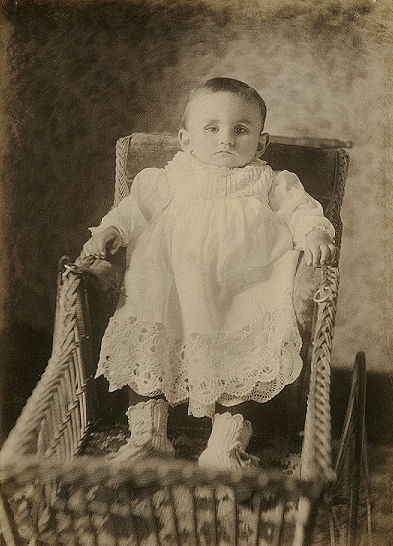
Portretul unui copil decedat în cca. 1870

Primele fotografii post-mortem erau comansate pe fața sau corpul defunctului, arareori surprinzând și sicriul. Decedatul este înfățișat în așa fel încât să pară că dorme, având un aspect natural. Copiii și sugarii erau fotografiați de cele mai multe ori stând pe o canapea sau într-un căruț, împreună cu jucăria favorită. De asemenea, în cazul morții infantile, unul sau chiar ambii părinți erau surprinși în portretul memorial, alături de pruncul pierdut. Adulții erau fotografiați stând pe un scaun, uneori fiind fixați cu legături speciale; anumite flori și plante, considerate a fi elemente convenționale care confirmau moartea subiectului, erau surprinse în portretele memoriale.
Fotografii timpurii se străduiau să îi înfățișeze pe defuncți într-o manieră cât mai naturală. Pentru a atinge acest scop, ei îi surprindeau pe subiecți cu ochii deschiși sau îi „retușau” la developare, prin imprimarea unor pupile. În perioada de apus, naturalețea defunctului nu era importantă, iar cadrul obișnuit prezenta subiectul așezat în sicriu. De cele mai multe ori, în portretele memoriale erau surprinși participanții de la înmormântare, practică folosită preponderent în Europa și mai puțin în America de Nord.

## Galerie

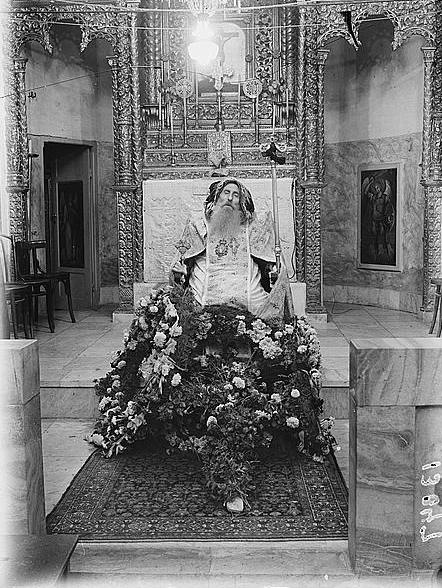
Portretul memorial al unui episcop sirian (cca. 1940);
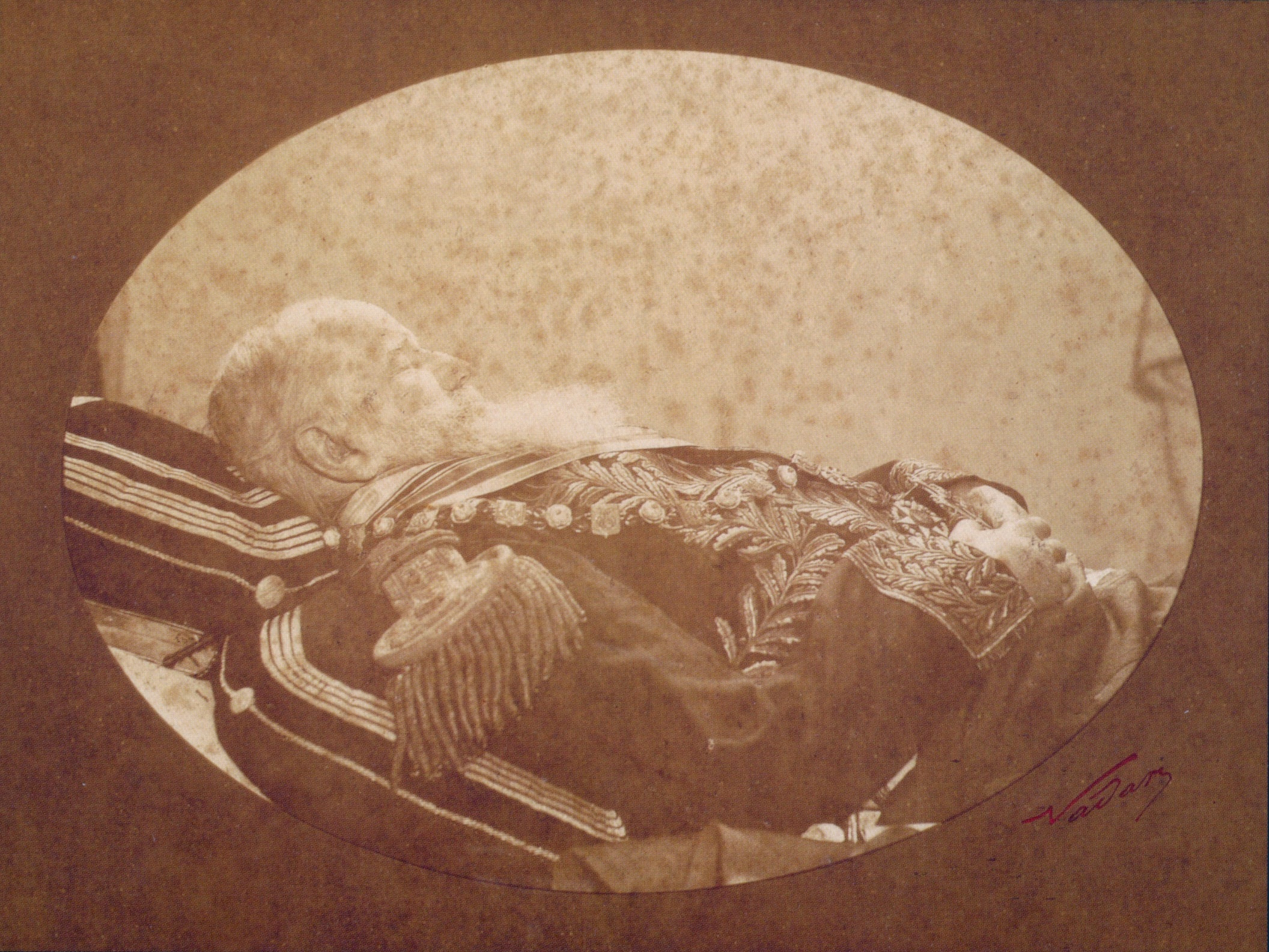
Regele Pedro al II-lea al Braziliei (1891);
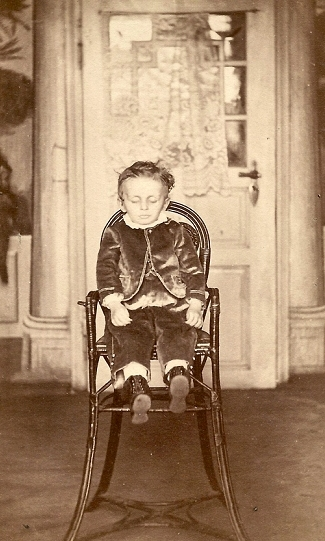
Fotografia post-mortem a unui copil (cca. 1860);
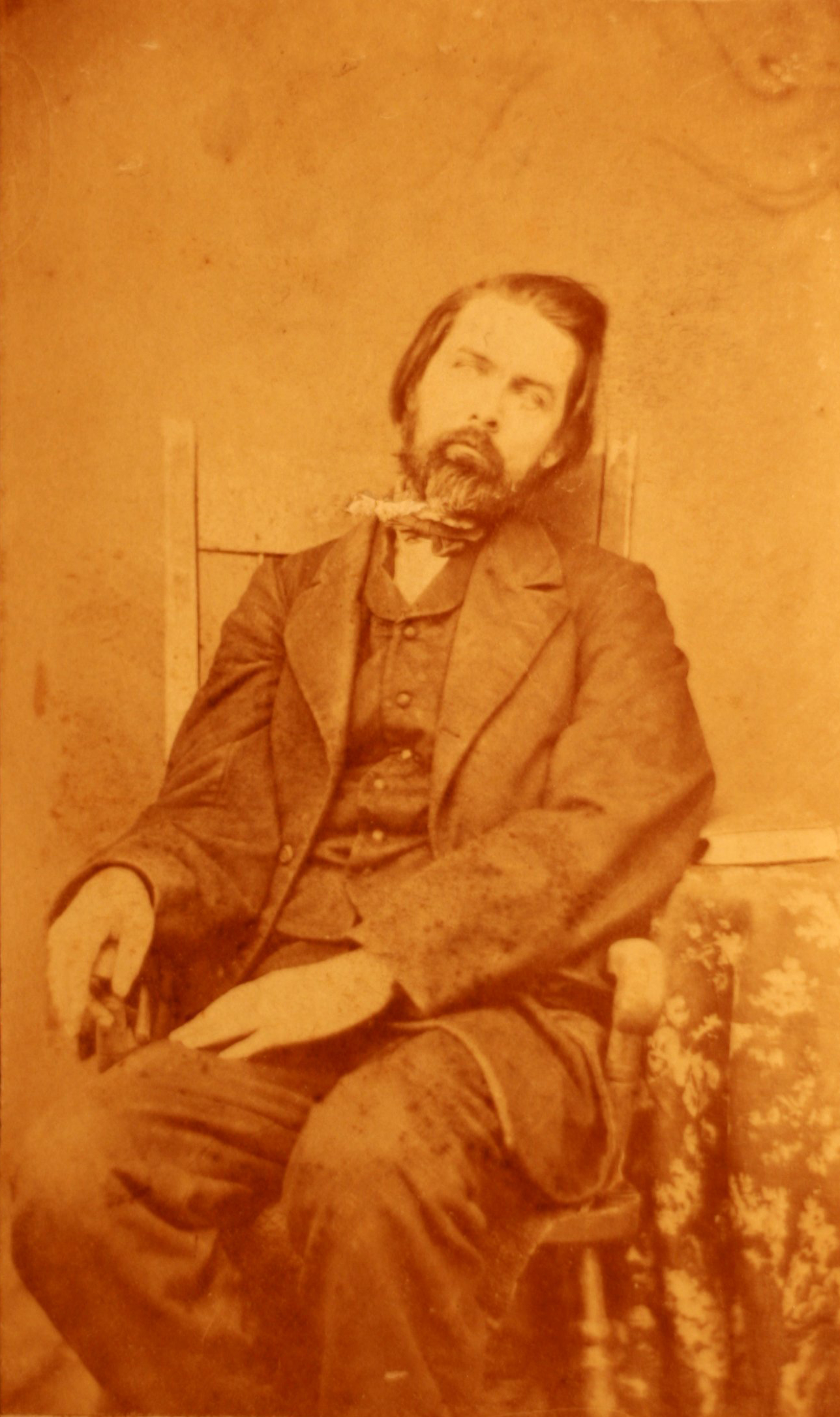
Un bărbat de vârstă medie aşezat pe un scaun pentru a arăta natural (cca. 1860);
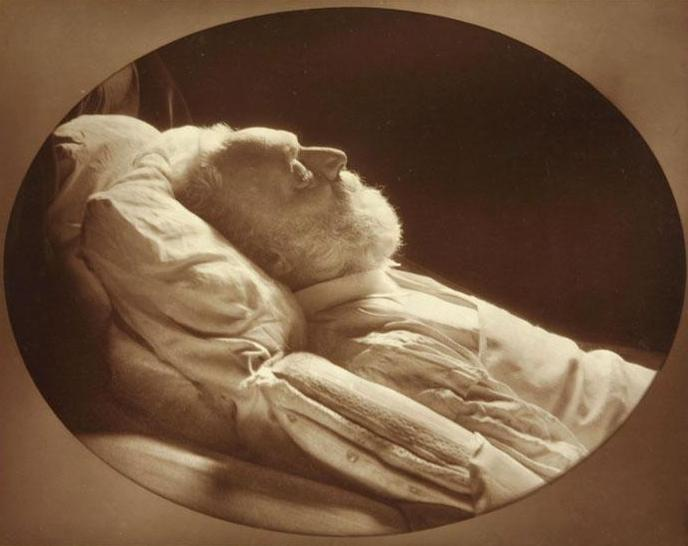
Fotografia post-mortem a scriitorului francez Victor Hugo (1885);
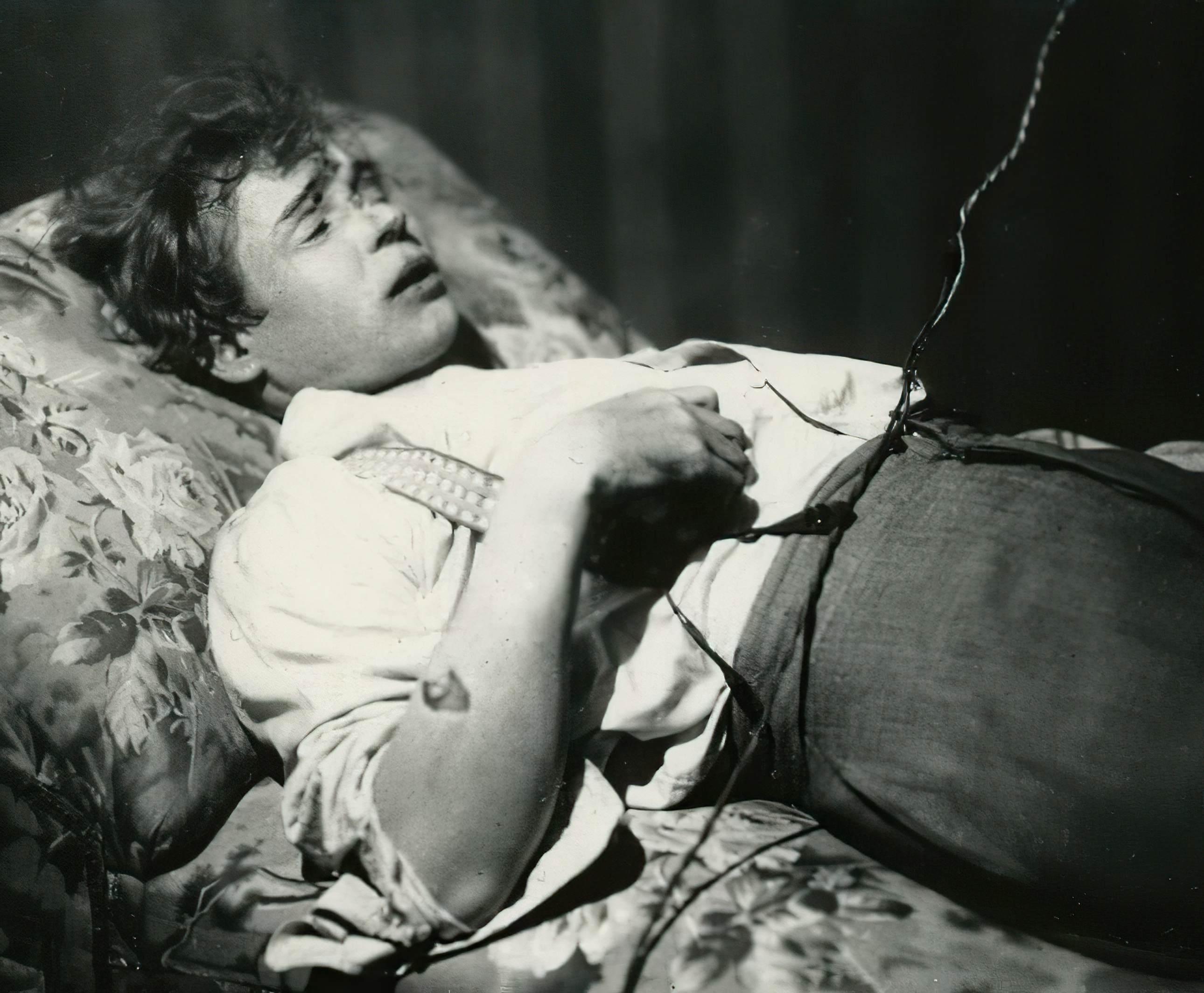
Portretul memorial al poetului liric rus Serghei Esenin (1925);
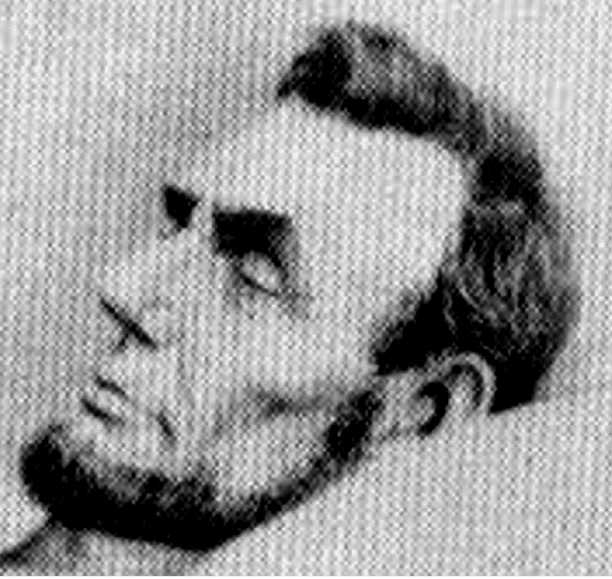
Carte de vizită înfăţişându-l pe Abraham Lincoln (1894);
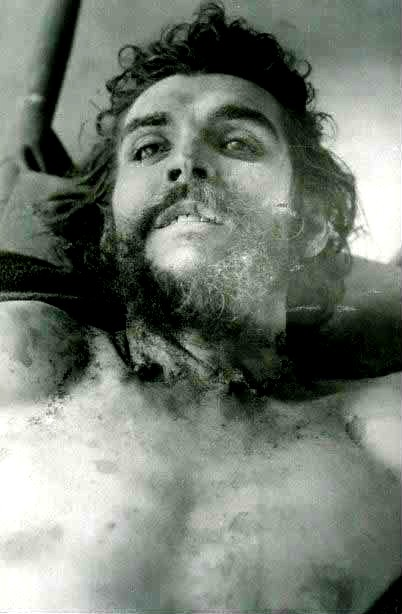
Portretul memorial al revoluţionarului cubanez Che Guevara (1967);